# Vedelspangbüchse

Die Vedelspangbüchse

Die Vedelspangbüchse (dän.: Vedelspangbøssen) ist die älteste erhaltene Handfeuerwaffe Dänemarks.
Die Waffe, hergestellt um das Jahr 1400, wurde 1859 bei Ausgrabungen in der 1426 zerstörten Burg Wedelspang (dän. Vedelspang) nahe Selk im damals dänischen Südschleswig aufgefunden und am 15. März 1860 dem Königlichen Zeughaus in Kopenhagen übergeben.
Die Büchse ist ein schmiedeeisernes Handrohr mit einem Haken. Zum Abfeuern wurde sie über eine Mauerbrüstung gelegt, wobei sich der Haken an der Außenseite der Mauer befand und so den Rückstoß abfing. Die Konstruktion zeigt, dass die Waffe vornehmlich zur Verteidigung von Befestigungsanlagen gedacht war.
Das Kaliber der Vedelspangbüchse beträgt etwa 18 mm unmittelbar an der Kammer und 28 mm an der Mündung. Der Lauf ist ca. 270 mm lang, die Gesamtlänge der Büchse beträgt 810 mm und ihr Gewicht 2,44 kg. Sie wurde mittels einer Lunte gezündet und hatte eine geschätzte Reichweite von 75 Metern.
Die Vedelspangbüchse befindet sich heute im Königlich Dänischen Zeughausmuseum und ist die älteste Handfeuerwaffe des Museums.

## Gedruckte Quellen
- Tøjhusmuseet - Billedkatalog for den permanente udstilling = The Royal Danish Arsenal Museum. Tøjhusmuseet, Kopenhagen 1979.